# 沖縄人連盟
沖縄人連盟（おきなわじんれんめい）は、戦後まもなく結成された沖縄県出身者による団体。

## 概要
1945年（昭和20年）日本の敗戦後、海外から多くの日本人の引揚が始まり、沖縄県出身者も戻って来た。しかし当時の沖縄県はアメリカ軍によって、海外は無論の事、本土からも向かう事が禁止されていたため、引揚者は全て本土へと上陸した。またその数は、徴用や疎開で本土へ来ていた人々を含めると、50万人にも及んでいた。それらが敗戦のため職を無くし、金銭的困窮で食料難などに直面して、難民の様な状態に陥っていた。
発案者松本三益は、敗戦後直ぐ比嘉春潮や大濱信泉などに呼びかけ協力を得て、連盟発足の準備を進めた。1945年（昭和20年）12月9日、伊波普猷、大濱信泉、比屋根安定、比嘉春潮、永丘智太郎らが発起人代表となって結成され、翌年1946年（昭和21年）2月24日には結成大会が開かれ、会長に伊波普猷が選出された。その後連盟は、GHQや日本政府に対し、沖縄県出身者の救済を要望する交渉を次々と行った。
連盟の事業として、沖縄県出身者の生活援護、沖縄県への救援物資送付、帰郷を希望する沖縄県出身者の援護などを行った。
しかし利権争いが元で内部対立が起き、初代会長伊波普猷が辞任した。また帰郷活動の進展などもあって、次第に停滞を余儀なくされていく。1949年（昭和24年）に「沖縄連盟」に改称、1951年（昭和26年）8月24日解散した。
沖縄人連盟は、本土における沖縄県出身者の団体としては、唯一の全国組織であった。

## 沖縄人連盟と日本共産党
沖縄人連盟は当初、党派的に中立と言われていた伊波普猷を会長に選出したが、実際には、発案し組織結成に奔走した松本三益や、顧問を務めた徳田球一など、日本共産党の影響が強かった。「沖縄県人会」ではなく、「沖縄人連盟」という名称になったのも、同時期に結成された「朝鮮人連盟」の影響があるといわれている。日本共産党も「沖縄民族の独立を祝うメッセージ」を送るなど、朝鮮人連盟と同様の扱いを取っていた。そして結成大会においても、「戦犯追及」と称して沖縄県出身帝国議会議員を糾弾し入会させない事を決議したため、非左派の幹部は距離を置くようになった。早くも1945年12月には発起人の一人である大濱信泉が脱退しているが、大濱は連盟結成時からある種の政治的イデオロギーへの傾斜を危惧し批判もしており、GHQへの請願書の中に祖国日本を糾弾する内容が書き込まれた事に対する抗議でもあった。
後に起こった内紛でも、一部幹部の腐敗に対する怒りだけでなく、沖縄人連盟の左傾路線に対する反発も含まれていた。
沖縄連盟への改称も、当時日本共産党員の多数いた朝鮮人連盟と同一視され、レッドパージの対象となる事を避けるためであった。

## 機関紙
- 『自由沖縄』（第1号～第29号）
また、地方ごとに地方版も発行していた。